# Atletiek op de Paralympische Zomerspelen 1984
De VIIe Paralympische Spelen werden in 1984 gehouden in Stoke Mandeville (Verenigd Koninkrijk) en New York, Verenigde Staten.
De Paralympics van 1984 werden in twee verschillende landen georganiseerd. Dit was vooral te wijten aan de Amerikaanse Gehandicaptensport Organisaties. Met name de Amerikaanse Wheelchairsport Association wilde dermate veel invloed en atleten op de Spelen, dat dat voor de andere Organisaties (Blinden, Spastici en Amputees) niet accepteerbaar was. Deze drie organisaties besloten om de Paralympics in New York USA te houden van 16 juni tot 30 juni 1984, zonder de rolstoelers. Deze kregen hun eigen spelen in Stoke Mandeville, Verenigd Koninkrijk van 23 juli tot 1 augustus 1984.
Atletiek was een van de 18 sporten tijdens deze spelen.

## Disciplines
Er stonden bij de atletiek in 1984 17 disciplines op het programma.
- Afstandswerpen
- Cross Country
- Discuswerpen
- Estafette
- Hardlopen
- Hink-stap-springen

- Hoogspringen
- Kegelwerpen
- Kogelstoten
- Koning/Koningin van de sprint
- Marathon
- Medicijn Balwerpen

- Precisie werpen
- Slalom
- Speerwerpen
- Verspringen
- Vijfkamp

## Mannen

### Estafette
| Rank | Land             | Tijd    |
| ---- | ---------------- | ------- |
| 1    | Verenigde Staten | 1:33.03 |
| 2    | Zwitserland      | 1:37.27 |
| 3    | Australië        | 1:40.29 |

| Rank | Land             | Tijd    |
| ---- | ---------------- | ------- |
| 1    | België           | 1:03.98 |
| 2    | Verenigde Staten | 1:05.08 |
| 3    | Zweden           | 1:06.76 |

| Rank | Land             | Tijd  |
| ---- | ---------------- | ----- |
| 1    | Australië        | 49.07 |
| 2    | Polen            | 49.09 |
| 3    | Verenigde Staten | 49.95 |

| Rank | Land                | Tijd    |
| ---- | ------------------- | ------- |
| 1    | Canada              | 1:40.80 |
| 2    | Verenigd Koninkrijk | 1:51.70 |

| Rank | Land                | Tijd  |
| ---- | ------------------- | ----- |
| 1    | Verenigd Koninkrijk | 54.97 |
| 2    | Portugal            | 56.19 |
| 3    | Ierland             | 56.39 |

| Rank | Land      | Tijd    |
| ---- | --------- | ------- |
| 1    | Canada    | 3:24.70 |
| 2    | Australië | 3:25.66 |

| Rank | Land           | Tijd    |
| ---- | -------------- | ------- |
| 1    | België         | 2:07.00 |
| 2    | Canada         | 2:09.80 |
| 3    | West-Duitsland | 2:14.06 |

| Rank | Land      | Tijd    |
| ---- | --------- | ------- |
| 1    | België    | 4:18.52 |
| 2    | Canada    | 4:19.23 |
| 3    | Australië | 4:30.15 |

| \| Rank \| Land \| Tijd \| \| ---- \| ---------- \| ------- \| \| 1 \| Polen \| 3:58.49 \| \| 2 \| Australië \| 4:01.53 \| \| 3 \| Oostenrijk \| 4:09.57 \| |            |         |
| Rank | Land       | Tijd    |
| 1 | Polen      | 3:58.49 |
| 2 | Australië  | 4:01.53 |
| 3 | Oostenrijk | 4:09.57 |

### Hardlopen

#### 20 m
| Klasse | tijd  | land | Goud        | land | Zilver                   | land | Brons      |
| ------ | ----- | ---- | ----------- | ---- | ------------------------ | ---- | ---------- |
| C2 Arm | 12.67 | CAN  | Brian Kelly | MEX  | Dominquez Ignacio Juarez | USA  | Mike Bowen |

#### 60 m
| Klasse | tijd  | land | Goud            | land | Zilver       | land | Brons            |
| ------ | ----- | ---- | --------------- | ---- | ------------ | ---- | ---------------- |
| C2     | 17.46 | DEN  | Mogens Justesen | USA  | Tom Cush     | GBR  | Edwin Moore      |
| C3     | 15.17 | SWE  | Per Boman       | FRG  | Erich Christ | USA  | Rene Rivera      |
| C6     | 9.00  | GBR  | Colin Keay      | FRA  | Andre Havard | GBR  | Gordon Robertson |
| L1     | 17.63 | GBR  | John Welsh      | USA  | Doug Harris  | USA  | Tony Worley      |

#### 100 m
| Klasse | tijd  | land | Goud                  | land | Zilver                 | land | Brons                 |
| ------ | ----- | ---- | --------------------- | ---- | ---------------------- | ---- | --------------------- |
| 1A     | 28.44 | USA  | J. Lewellyn           | SUI  | Rainer Kueschall       | FRG  | H. Lobbering          |
| 1B     | 24.38 | SWE  | Leif Hedman           | SUI  | Peter Schmid           | CAN  | T. Gehlert            |
| 1C     | 21.41 | MEX  | Eduardo Monsalvo      | USA  | D. Wallen              | USA  | J. Hayes              |
| 2      | 17.81 | MEX  | Eusebio Valdez        | AUS  | D. McPherson           | MEX  | Jorge Luna            |
| 3      | 17.02 | BEL  | Marc de Vos           | BEL  | Paul Van Winkel        | BRA  | J. Graciano           |
| 4      | 16.68 | NZL  | R. Courtney           | FRG  | H. Schroder            | CAN  | R. Minor              |
| 5      | 17.03 | USA  | D. Barret             | SUI  | Franz Nietlispach      | BRN  | Adel Sultan           |
| A1-3   | 17.13 | USA  | Jim Martinson         | USA  | Kris Lenzo             | IRL  | Gerry O'Rourke        |
| A4     | 13.12 | POL  | Kazimierz Suchocki    | FRG  | Jurgen Johann          | AUS  | Joe Egan              |
| A5     | 11.89 | FRG  | Mathias Berghoter     | POL  | Jerzy Szlezak          | FRG  | Felix Abele           |
| A6     | 11.65 | FIN  | Harri Jauhiainen      | USA  | Ira Rankin             | AUS  | Peter Kirby           |
| B1     | 11.78 | USA  | Winford Haynes        | CAN  | Yvan Bourdeau          | NED  | Soedjeman Dipowidjojo |
| B2     | 11.81 | AUS  | Mark Davies           | AUT  | Kurt Prall             | FRG  | Walter Knors          |
| B3     | 11.28 | USA  | Paul Smith            | FRA  | Lucien Quemond         | JPN  | Yoshinori Simazu      |
| C4     | 21.40 | CAN  | Robert Easton         | FRA  | Jean Louis Janneay     | USA  | Waymon Ware           |
| C5     | 22.96 | USA  | John Sacco            | USA  | Dean Houle             | USA  | Mark Kemp             |
| C7     | 13.32 | DEN  | Henrik Thomsen        | FRA  | Michel Bapte           | BEL  | Mario de Baene        |
| C8     | 12.94 | POR  | Reinaldo Jose Pereira | POR  | Antonio Carlos Martins | AUT  | Franz Hlozek          |
| L2     | 28.63 | USA  | Scott Schneider       | BEL  | Patrick de Uylder      | USA  | Gary Stone            |
| L3     | 18.43 | SWE  | Hikan Eriksson        | USA  | Bill Lehr              | GBR  | Keith Whiley          |
| L5     | 15.10 | GBR  | Derek Nixon           | LUX  | Mathias Bingen         |      |                       |

#### 200 m
| Klasse | tijd  | land | Goud                   | land | Zilver          | land | Brons                 |
| ------ | ----- | ---- | ---------------------- | ---- | --------------- | ---- | --------------------- |
| 1A     | 59.00 | SUI  | Rainer Kueschall       | USA  | Bart Dodson     | FRG  | H. Lobbering          |
| 1B     | 44.00 | SWE  | J. Matsson             | SUI  | Peter Schmid    | SWE  | Leif Hedman           |
| 1C     | 43.80 | USA  | D. Wallen              | AUS  | Alan Dufty      | USA  | J. Hayes              |
| 2      | 34.50 | MEX  | Jorge Luna             | CAN  | Paul Clark      | AUS  | D. McPherson          |
| 3      | 31.99 | BEL  | Marc de Vos            | BEL  | Paul Van Winkel | SWE  | H. Jansson            |
| 4      | 32.10 | CAN  | R. Minor               | BEL  | Remi van Ophem  | FRG  | H. Schroder           |
| 5      | 31.10 | SUI  | Franz Nietlispach      | USA  | D. Barret       | USA  | Tom Foran             |
| C2     | 51.65 | DEN  | Mogens Justesen        | USA  | Tom Cush        | GBR  | Edwin Moore           |
| C3     | 49.38 | FRG  | Erich Christ           | SWE  | Per Boman       | USA  | Richard Simon         |
| C7     | 27.14 | DEN  | Henrik Thomsen         | FRA  | Michel Bapte    | ISL  | Haukur Gunnarsson     |
| C8     | 26.23 | POR  | Antonio Carlos Martins | AUT  | Franz Hlozek    | POR  | Reinaldo Jose Pereira |

#### 400 m
| Klasse | tijd    | land | Goud               | land | Zilver             | land | Brons             |
| ------ | ------- | ---- | ------------------ | ---- | ------------------ | ---- | ----------------- |
| 1A     | 1:56.91 | SUI  | Rainer Kueschall   | USA  | J. Lewellyn        | FRG  | Heinrich Koeberle |
| 1B     | 1:26.77 | SWE  | J. Matsson         | USA  | N. Jorgensen       | SUI  | Peter Schmid      |
| 1C     | 1:32.28 | AUS  | Alan Dufty         | USA  | D. Goodman         | MEX  | Eduardo Monsalvo  |
| 2      | 1:08.49 | AUS  | Mike Nugent        | CAN  | Paul Clark         | SUI  | Heinz Frei        |
| 3      | 1:03.68 | BEL  | Paul Van Winkel    | BEL  | Marc de Vos        | FRG  | Gregor Golombek   |
| 4      | 1:06.01 | CAN  | R. Minor           | USA  | R. Snow            | BEL  | Remi van Ophem    |
| 5      | 1:06.10 | SUI  | Franz Nietlispach  | USA  | D. Barret          | USA  | Tom Foran         |
| A1-3   | 1:06.12 | USA  | Kris Lenzo         | IRL  | Gerry O'Rourke     | USA  | Jim Martinson     |
| A4     | 1:01.09 | POL  | Kazimierz Suchocki | AUS  | Stephen Sargolia   | FRG  | Jurgen Johann     |
| A5     | 56.46   | POL  | Jerzy Szlezak      | FRG  | Mathias Berg       | YUG  | Slobodan Adzic    |
| A6     | 49.81   | FIN  | Harri Jauhiainen   | GBR  | John Watson        | AUS  | Peter Kirby       |
| B1     | 54.58   | USA  | Winford Haynes     | USA  | Lonzey Jenkins     | GBR  | Graham Salmon     |
| B2     | 52.03   | FRG  | Walter Knors       | SWE  | Mats Lindblad      | YUG  | Ramon Odzakovic   |
| B3     | 50.53   | FRA  | Lucien Quemond     | GBR  | Noel Thatcher      | USA  | Paul Smith        |
| C4     | 1:20.59 | CAN  | Robert Easton      | FRA  | Jean Louis Janneay | FRA  | Antoine Delaune   |
| C6     | 1:05.60 | GBR  | Colin Keay         | GBR  | Gordon Robertson   | FRA  | Andre Havard      |
| C7     | 1:01.78 | YUG  | Rudi Kocmut        | CAN  | Robert Mearns      | ISL  | Haukur Gunnarsson |
| L2     | 1:52.10 | BEL  | Patrick de Uylder  | USA  | Scott Schneider    | USA  | Gary Stone        |
| L3     | 1:09.40 | SWE  | Hikan Eriksson     | USA  | Bill Lehr          | GBR  | John Grant        |
| L4     | 1:35.20 | GBR  | John Fisher        |      |                    |      |                   |
| L6     | 58.10   | FIN  | Jouko Grip         | FIN  | Reino Peltonen     | GBR  | Peter Williams    |

#### 800 m
| Klasse | tijd    | land | Goud              | land | Zilver             | land | Brons                  |
| ------ | ------- | ---- | ----------------- | ---- | ------------------ | ---- | ---------------------- |
| 1A     | 4:06.26 | FRG  | Heinrich Koeberle | USA  | J. Lewellyn        | SUI  | Rainer Kueschall       |
| 1B     | 2:52.97 | SWE  | J. Matsson        | SUI  | Peter Schmid       | USA  | N. Jorgensen           |
| 1C     | 2:58.75 | USA  | D. Goodman        | MEX  | Eduardo Monsalvo   | AUS  | Alan Dufty             |
| 2      | 2:26.55 | CAN  | Paul Clark        | SUI  | Heinz Frei         | AUS  | Mike Nugent            |
| 3      | 2:18.42 | BEL  | Marc de Vos       | FRG  | Gregor Golombek    | USA  | J. Rodolf              |
| 4      | 2:11.63 | CAN  | R. Minor          | USA  | R. Snow            | AUS  | Peter Trotter          |
| 5      | 2:18.52 | SUI  | Franz Nietlispach | AUS  | Robert McIntyre    | CAN  | M. Fitzgerald          |
| A1-3   | 2:17.27 | FRA  | Mustapha Badid    | USA  | Jim Martinson      | IRL  | Gerry O'Rourke         |
| B1     | 2:02.33 | GBR  | Robert Matthews   | NOR  | Tofiri Kibuuka     | IRL  | Patrick Kelly          |
| B2     | 2:02.03 | BEL  | Freddy Matton     | YUG  | Ramon Odzakovic    | SWE  | Sixten Berner          |
| B3     | 2:00.40 | GBR  | James Brown       | USA  | Leamon Stansell    | IRL  | Fintan O'Donnell       |
| C4     | 3:01.92 | CAN  | Robert Easton     | FRA  | Jean Louis Janneay | CAN  | Gino Vendetti          |
| C8     | 2:18.30 | CAN  | Robert Mearns     | FIN  | Ari Lehto          | POR  | Antonio Carlos Martins |
| L3     | 2:23.38 | SWE  | Hikan Eriksson    | USA  | Bill Lehr          | GBR  | John Grant             |

#### 1500 m
| Klasse | tijd    | land | Goud               | land | Zilver             | land | Brons           |
| ------ | ------- | ---- | ------------------ | ---- | ------------------ | ---- | --------------- |
| 2      | 4:29.93 | SUI  | Heinz Frei         | MEX  | Nicolas Garcia     | AUS  | Mike Nugent     |
| 3      | 4:21.78 | BEL  | Paul Van Winkel    | FRG  | Gregor Golombek    | CAN  | Andre Viger     |
| 4      | 4:38.10 | CAN  | R. Hansen          | AUS  | Peter Trotter      | USA  | R. Snow         |
| 5      | 4:15.80 | SUI  | Franz Nietlispach  | CAN  | M. Fitzgerald      | AUS  | Robert McIntyre |
| A5     | 4:21.17 | NOR  | Cato Zahl Pedersen | YUG  | Slobodan Adzic     | FRG  | Axel Hecker     |
| A6     | 4:25.65 | FIN  | Harri Jauhiainen   | NZL  | Michael Ocallaghan | ITA  | Giuseppe Pavan  |
| B1     | 4:18.73 | GBR  | Robert Matthews    | NOR  | Tofiri Kibuuka     | IRL  | Patrick Kelly   |
| B2     | 4:15.28 | SWE  | Sixten Berner      | NOR  | Sverre Fuglerud    | SWE  | Gunnar Thomsson |
| B3     | 4:14.51 | GBR  | James Brown        | BEL  | Patrick de Ryck    | USA  | Leamon Stansell |
| L6     | 4:18.38 | FIN  | Jouko Grip         | GBR  | Peter Williams     | GBR  | Robert Love     |

#### 5000 m
| Klasse | tijd     | land | Goud               | land | Zilver             | land | Brons                  |
| ------ | -------- | ---- | ------------------ | ---- | ------------------ | ---- | ---------------------- |
| 2      | 15:30.15 | SUI  | Heinz Frei         | CAN  | Paul Clark         | SUI  | Erwin Zemp             |
| 3      | 14:53.84 | FRG  | Gregor Golombek    | USA  | G. Murray          | USA  | J. Rodolf              |
| 4      | 15:20.65 | AUS  | Peter Trotter      | CAN  | R. Hansen          | FRA  | Jean Francois Poitevin |
| 5      | 14:58.56 | USA  | Tom Foran          | CAN  | M. Fitzgerald      | AUS  | Robert McIntyre        |
| A5     | 16:29.57 | NOR  | Cato Zahl Pedersen | YUG  | Slobodan Adzic     | ISR  | Yekutiel Gershoni      |
| A6     | 16:25.15 | ITA  | Giuseppe Pavan     | NZL  | Michael Ocallaghan | FIN  | Harri Jauhiainen       |
| B1     | 16:36.90 | GBR  | Robert Matthews    | NOR  | Tofiri Kibuuka     | NOR  | Joerund Gaasemyr       |
| B2     | 16:33.00 | SWE  | Gunnar Thomsson    | BEL  | Freddy Matton      | NOR  | Terje Loevaas          |
| B3     | 16:27.60 | USA  | Leamon Stansell    | GBR  | Neil Pearson       | ITA  | Giulio Gusmeroli       |

### Kegelwerpen
| Klasse | Afstand | land | Goud             | land | Zilver                   | land | Brons       |
| ------ | ------- | ---- | ---------------- | ---- | ------------------------ | ---- | ----------- |
| 1A     | 23.54   | USA  | Bart Dodson      | MEX  | Franicsco de las Fuentes | USA  | S.Wilkins   |
| C2     | 20.34   | YUG  | Zeljko Dereta    | IRL  | Tom Leahy                | GBR  | Edwin Moore |
| C3     | 21.96   | IRL  | Brendan Crean    | GBR  | John Simpson             | IRL  | Joe Mulhall |
| C4     | 28.84   | GBR  | Norman Burns     | NOR  | Ragnar Anundsen          | USA  | Rene Rivera |
| C5     | 52.90   | FRG  | Michael Quickert | GBR  | Paul McGinty             | GBR  | Eric Green  |
| C6     | 48.51   | GBR  | Anthony Griffin  | FRG  | Stefan Krieger           | USA  | Marvin Ross |
| L1     | 18.43   | NOR  | Lauritz Ellefsen | IRL  | John Creedon             | GBR  | Tom O'Brien |

### Cross Country

#### 1000 m
| Klasse | Tijd    | land | Goud       | land | Zilver       | land | Brons         |
| ------ | ------- | ---- | ---------- | ---- | ------------ | ---- | ------------- |
| C6     | 3:37.00 | GBR  | Colin Keay | SWE  | Tony Harborn | USA  | Salvin Ficara |

#### 1500 m
| Klasse | Tijd    | land | Goud                   | land | Zilver       | land | Brons       |
| ------ | ------- | ---- | ---------------------- | ---- | ------------ | ---- | ----------- |
| C7     | 5:00.00 | CAN  | Robert Mearns          | GBR  | Gary Gardner | NED  | John Jansen |
| C8     | 4:58.00 | POR  | Antonio Carlos Martins | FIN  | Ari Lehto    | GBR  | Paul Taylor |

### Discuswerpen
| Klasse | afstand | land | Goud               | land | Zilver               | land | Brons               |
| ------ | ------- | ---- | ------------------ | ---- | -------------------- | ---- | ------------------- |
| 1C     | 21.26   | FRG  | Siegmar Henker     | BRA  | Luis Claudio Pereira | NZL  | David Hynds         |
| 2      | 28.06   | SWE  | Mats Laveborn      | POL  | Ryszard Tomaszewski  | IRL  | John Twomey         |
| 3      | 29.14   | USA  | J. Sampaga         | KEN  | Japheth Musyoki      | NOR  | J. G. Malmin        |
| 4      | 32.42   | AUS  | Terry Giddy        | BEL  | Remi van Ophem       | FIN  | L. Kylma            |
| 5      | 31.88   | FRA  | A. van der Abbeele | POL  | Jacek Kowalik        | BEL  | M. de Meyer         |
| 6      | 41.12   | ISR  | Nachman Wolf       | ISR  | H. Fliter            | SWE  | Raymond Clark       |
| A1     | 25.44   | USA  | Richard Gould      | FRG  | Klaus Detlef Lang    | USA  | John Jerome         |
| A2     | 34.96   | USA  | David Bowers       | AUS  | Kerrod McGregor      | POL  | Andrzej Zmitrowicz  |
| A3     | 32.27   | IRL  | Ronan Tynan        | POL  | Stanislaw Mielczarek | CHN  | Bin Zhao            |
| A4     | 44.90   | USA  | Antoine Archie     | FRG  | Hans Josefiak        | USA  | Jim McElhiney       |
| A6-8   | 40.50   | CAN  | Dan Leonard        | NED  | Rinus de Moor        | FIN  | Harri Jauhiainen    |
| A9     | 32.70   | USA  | Robert Hoskins     | GBR  | Philip Sadler        | AUS  | Peter Kirby         |
| B1     | 31.80   | USA  | Leroy Franks       | FIN  | Pekka Kujala         | FRG  | Dieter Grundmann    |
| B2     | 33.50   | USA  | Todd Hodgin        | USA  | James Mastro         | JPN  | Mineho Ozaki        |
| C3     | 11.26   | SUI  | Martin Frey        | GBR  | John Simpson         | GBR  | Jason Beasley       |
| C4     | 17.90   | NOR  | Ragnar Anundsen    | USA  | Eric Owens           | FRA  | Antoine Delaune     |
| C5     | 31.20   | ITA  | Giovanni Lo Jacono | USA  | Robert Gordon        | AUT  | Manfred Atteneder   |
| C6     | 28.48   | BEL  | Alex Hermans       | CAN  | Walter Butt          | FRG  | Reinhard Kruger     |
| C7     | 34.48   | NOR  | Bjorn Tangen       | FIN  | Timo Solmari         | SWE  | Sven Hanson         |
| C8     | 30.94   | USA  | Tom Becke          | GBR  | Gerard McConnell     | CAN  | Denis Sevigny       |
| L1     | 9.16    | NOR  | Lauritz Ellefsen   | GBR  | Tom O'Brien          | USA  | Tony Worley         |
| L2     | 23.40   | GBR  | Robert Tee         | HUN  | Tibor Szabo          | USA  | Scott Schneider     |
| L3     | 25.50   | GBR  | Eric Pearce        | SWE  | Peter Sorensen       | ESP  | Alfredo Martin      |
| L4     | 30.72   | GBR  | Robert Lowe        | USA  | Shaun Graham         |      |                     |
| L5     | 34.75   | FRG  | Richard Schule     | FRG  | Wolfgang Maier       | HUN  | Lajos Nyin          |
| L6     | 31.04   | GBR  | Kevin McGee        | GBR  | Derek Nixon          | IND  | Joginder Singh Bedi |

### Afstandswerpen
| Klasse | Afstand | land | Goud             | land | Zilver          | land | Brons            |
| ------ | ------- | ---- | ---------------- | ---- | --------------- | ---- | ---------------- |
| C1     | 8.69    | IRL  | William Johnston | USA  | Claude Prophete | GBR  | David Pearce     |
| C2     | 23.26   | FIN  | Ari Jonkari      | USA  | Tom Cush        | FRG  | Raimund Eckstein |

### Hoogspringen
| Klasse | Hoogte | land | Goud            | land | Zilver           | land | Brons              |
| ------ | ------ | ---- | --------------- | ---- | ---------------- | ---- | ------------------ |
| A2     | 1.95   | CAN  | Arnold Boldt    | NED  | Bert Bottemanne  | GBR  | Anthony Willis     |
| A3     | 1.05   | BIR  | Ngwe Tin        | IRL  | Ronan Tynan      | BIR  | Gyi Aung           |
| A4     | 1.81   | USA  | Ronnie Alsup    | AUS  | James Hoggan     | POL  | Kazimierz Suchocki |
| A5     | 1.68   | FRG  | Matthias Berg   | CAN  | Jeff Tiessen     | POL  | Jerzy Szlezak      |
| A6     | 1.77   | AUS  | Michael Morley  | AUS  | Brett Holcombe   | HUN  | Peter Lorencz      |
| B1     | 1.52   | ITA  | Italo Sacchetto | POL  | Stefan Bidzinski | SUI  | Beat Camenzind     |
| B2     | 1.85   | FRA  | Stephane Saas   | BEL  | Rudy de Meersman | FRG  | Norbert Antlitz    |
| B3     | 1.80   | HUN  | Yosef Olah      | ITA  | Claudio Foresti  | USA  | George Morris      |

### Speerwerpen
| Klasse | afstand | land | Goud                 | land | Zilver                | land | Brons               |
| ------ | ------- | ---- | -------------------- | ---- | --------------------- | ---- | ------------------- |
| 1B     | 10.96   | USA  | Douglas Heir         | FRG  | P. Schmidt            | FRA  | C. Weiss            |
| 1C     | 15.92   | BRA  | Luis Claudio Pereira | AUT  | Christoph Etzlstorfer | FRG  | Guenter Spiess      |
| 2      | 24.76   | SWE  | Mats Laveborn        | NED  | J. Levestone          | FRG  | Hermann Nortmann    |
| 3      | 26.24   | YUG  | Marjan Peternelj     | USA  | J. Sampaga            | NOR  | J. G. Malmin        |
| 4      | 23.86   | FRG  | Johann Schuhbauer    | GBR  | Leslie Jones          | AUT  | Walter Pfaller      |
| 5      | 24.76   | POL  | Jacek Kowalik        | BEL  | M. de Meyer           | BRN  | K. Alqatam          |
| 6      | 39.52   | SWE  | Raymond Clark        | ISR  | Nachman Wolf          | ISR  | H. Fliter           |
| A1     | 28.64   | USA  | John Jerome          | AUT  | Walter Zierl          | USA  | Richard Bryant      |
| A2     | 40.22   | AUS  | Kerrod McGregor      | NED  | Jos van der Donk      | FRA  | Leon Sur            |
| A3     | 37.58   | FRG  | Hubert Berschgens    | POL  | Stanislaw Mielczarek  | GBR  | Peter Barnes        |
| A4     | 46.16   | USA  | Antoine Archie       | AUS  | Donald Dann           | AUT  | Gilbert Pflanzer    |
| A6-8   | 46.54   | AUT  | Harald Roth          | CAN  | Dan Leonard           | NED  | Rinus de Moor       |
| A9     | 31.05   | POL  | Jan Buczak           | GBR  | Philip Sadler         | USA  | Robert Hoskins      |
| B1     | 40.73   | NOR  | Terje Hansen         | YUG  | Miroslav Jancic       | USA  | William Fennessee   |
| B2     | 57.42   | FIN  | Timo Sulisalo        | USA  | Reni Jackson          | FIN  | Kalle Hautalahti    |
| B3     | 48.58   | FIN  | Raimo Heikkinen      | HUN  | Gabor Czuth           | FRA  | Lucien Quemond      |
| C3     | 11.44   | SUI  | Martin Frey          | GBR  | John Simpson          | IRL  | Joe Mulhall         |
| C4     | 14.93   | GBR  | Norman Burns         | NOR  | Skjelvik, Mons        | IRL  | Martin Costello     |
| C5     | 32.10   | FRG  | Michael Quickert     | AUT  | Manfred Atteneder     | BEL  | Lionel Creyf        |
| C6     | 24.66   | GBR  | Anthony Griffin      | FRG  | Stefan Krieger        | FRG  | Reinhard Kruger     |
| C7     | 38.42   | NOR  | Bjorn Tangen         | SWE  | Sven Hanson           | FRA  | Michel Bapte        |
| C8     | 35.20   | USA  | Tom Becke            | AUT  | Franz Hlozek          | NED  | Gert Bestebreurtje  |
| L3     | 24.24   | ESP  | Alfredo Martin       | SWE  | Peter Sorensen        | GBR  | Eric Pearce         |
| L5     | 40.10   | FRG  | Wolfgang Maier       | LUX  | Mathias Bingen        | HUN  | Lajos Nyin          |
| L6     | 35.90   | GBR  | Derek Nixon          | IND  | Bhimrao Kesarhar      | IND  | Joginder Singh Bedi |

### Koning van de sprint

#### 100 m
| Klasse | tijd  | land | Goud        | land | Zilver    | land | Brons       |
| ------ | ----- | ---- | ----------- | ---- | --------- | ---- | ----------- |
| 1A-6   | 16,52 | BEL  | Marc de Vos | USA  | D. Barret | NZL  | R. Courtney |

### Verspringen
| Klasse | afstand | land | Goud            | land | Zilver            | land | Brons                  |
| ------ | ------- | ---- | --------------- | ---- | ----------------- | ---- | ---------------------- |
| A2     | 4.17    | AUS  | Kerrod McGregor | SUI  | Hans Santschi     | GBR  | Anthony Willis         |
| A3     | 3.56    | IRL  | Ronan Tynan     | BIR  | Ngwe Tin          | BIR  | Gyi Aung               |
| A4     | 5.54    | USA  | Ronnie Alsup    | AUS  | Stephen Sargolia  | POL  | Kazimierz Suchocki     |
| A5     | 5.68    | POL  | Jerzy Szlezak   | CHN  | Jieping Zheng     | FRG  | Felix Abele            |
| A6     | 6.46    | AUS  | Brett Holcombe  | POL  | Jan Krauz         | AUS  | Peter Kirby            |
| B1     | 5.91    | CAN  | Yvan Bourdeau   | POL  | Stefan Bidzinski  | ESP  | Antonio Delgado        |
| B2     | 6.41    | JPN  | Mineho Ozaki    | YUG  | Ante Pehar        | FRG  | Walter Knors           |
| B3     | 6.37    | USA  | Paul Smith      | GDR  | Siegmund Hegeholz | USA  | Garland Burress        |
| C7     | 5.43    | BEL  | Mario de Baene  | FRA  | Michel Bapte      | FIN  | Timo Solmari           |
| C8     | 4.97    | IRL  | David McNally   | FRG  | Wolfgang Frenzel  | POR  | Antonio Carlos Martins |

### Marathon
| Klasse | tijd    | land | Goud              | land | Zilver                 | land | Brons            |
| ------ | ------- | ---- | ----------------- | ---- | ---------------------- | ---- | ---------------- |
| 1A     | 3:41:47 | FRG  | Heinrich Koeberle |      |                        |      |                  |
| 1B     | 2:25:04 | SWE  | J. Matsson        | SUI  | Peter Schmid           | IRL  | Ronan Rooney     |
| 1C     | 2:51:18 | AUS  | Alan Dufty        | USA  | D. Wallen              | MEX  | Eduardo Monsalvo |
| 2      | 1:58:52 | SUI  | Heinz Frei        | CAN  | Paul Clark             | NZL  | Graham Condon    |
| 3      | 1:54:41 | CAN  | Andre Viger       | FRG  | Gregor Golombek        | CAN  | R. Sampson       |
| 4      | 1:49:53 | CAN  | R. Hansen         | FRA  | Jean Francois Poitevin | CAN  | R. Minor         |
| 5      | 1:49:54 | FRG  | M. Fitzgerald     | USA  | B. Hedrick             | USA  | Tom Foran        |

### Medicijn Balwerpen
| Klasse | Afstand | land | Goud     | land | Zilver              | land | Brons        |
| ------ | ------- | ---- | -------- | ---- | ------------------- | ---- | ------------ |
| C2     | 7.88    | USA  | Tom Cush | MEX  | Rosas Gerardo Lopez | IRL  | David Boland |

### Vijfkamp
| Klasse | Punten  | land | Goud               | land | Zilver               | land | Brons               |
| ------ | ------- | ---- | ------------------ | ---- | -------------------- | ---- | ------------------- |
| 1A     | 3273.06 | USA  | Bart Dodson        | FRG  | Heinrich Koeberle    | FRG  | H. Lobbering        |
| 1B     | 4392.08 | FRG  | P. Schmidt         | USA  | Douglas Heir         | FRA  | C. Weiss            |
| 1C     | 5935.08 | FRG  | Siegmar Henker     | BRA  | Luis Claudio Pereira | USA  | D. Wallen           |
| 2      | 5338.06 | SWE  | Mats Laveborn      | FRG  | Hermann Nortmann     | FIN  | Matti Leinonen      |
| 3      | 3080.01 | NOR  | J. G. Malmin       | MEX  | C. Nomez             | FRG  | H. Kulzer           |
| 4      | 4615.00 | BEL  | Remi van Ophem     | AUT  | Walter Pfaller       | USA  | J. Zajac            |
| 5      | 3596.00 | FRA  | A. van der Abbeele | BEL  | M. de Meyer          | FRG  | Eugen Weiberle      |
| 6      | 4600.04 | SWE  | Raymond Clark      | ISR  | Nachman Wolf         | MEX  | A. Perez            |
| B1     | 1738.0  | YUG  | Miroslav Jancic    | HUN  | Laszlo Nemeth        | NOR  | Svein Andersen      |
| B2     | 2678.0  | AUS  | Mark Davies        | BEL  | Rudy de Meersman     | POL  | Zbigniew Duzikowski |
| B3     | 2756.0  | GBR  | Merle Whiteley     | GDR  | Siegmund Hegeholz    | USA  | Garland Burress     |

### Precisie Werpen
| Klasse | punten | land | Goud             | land | Zilver           | land | Brons     |
| ------ | ------ | ---- | ---------------- | ---- | ---------------- | ---- | --------- |
| C2     | 92     | DEN  | Henrik Jorgensen | IRL  | William Johnston | USA  | Ted Judge |

### Kogelstoten
| Klasse | afstand | land | Goud                 | land | Zilver              | land | Brons               |
| ------ | ------- | ---- | -------------------- | ---- | ------------------- | ---- | ------------------- |
| 1A     | 5.33    | FRG  | Edund Weber          | USA  | S. Wilkins          | FRG  | Heinrich Koeberle   |
| 1B     | 6.62    | USA  | Douglas Heir         | CAN  | J. Donahue          | CAN  | B. Schmid           |
| 1C     | 7.88    | BRA  | Luis Claudio Pereira | FRG  | Siegmar Henker      | FRG  | Guenter Spiess      |
| 2      | 9.01    | SWE  | Mats Laveborn        | GBR  | Kevan McNicholas    | POL  | Ryszard Tomaszewski |
| 3      | 8.48    | KEN  | Japheth Musyoki      | NOR  | J. F. Malmin        | YUG  | Marjan Peternelj    |
| 4      | 10.54   | CAN  | Jacques Martinez     | USA  | J. Zajac            | GBR  | Leslie Jones        |
| 5      | 10.37   | POL  | Jacek Kowalik        | FRA  | A. van der Abbeele  | EGY  | A. S. Adel          |
| 6      | 13.90   | ISR  | Nachman Wolf         | SWE  | Raymond Clark       | ISR  | H. Fliter           |
| A1     | 8.98    | FRG  | Peter Falkenhain     | USA  | John Jerome         | CAN  | John Belanger       |
| A2     | 10.98   | POL  | Andrzej Zmitrowicz   | AUT  | Rudolf Gandler      | ISR  | Isschar Navon       |
| A3     | 10.25   | IRL  | Ronan Tynan          | FRG  | Hubert Berschgens   | CAN  | Peter Palubicki     |
| A4     | 12.47   | FRG  | Hans Josefiak        | CHN  | Zhen Yu Yao         | USA  | Jim McElhiney       |
| A6-8   | 12.36   | FRG  | Alois Beez           | CAN  | Dan Leonard         | FIN  | Atte Karkkainen     |
| A9     | 10.65   | USA  | Robert Hoskins       | POL  | Jan Buczak          | AUT  | Peter Kieweg        |
| B1     | 11.80   | USA  | James Neppl          | FRG  | Dieter Grundmann    | NOR  | Jan Bengston        |
| B2     | 12.21   | USA  | James Mastro         | USA  | Todd Hodgin         | FIN  | Kalle Hautalahti    |
| B3     | 12.85   | SWE  | Gosta Karlsson       | USA  | Kevin Szott         | FIN  | Kari Luusua         |
| C2     | 9.51    | IRL  | Tom Leahy            | YUG  | Zeljko Dereta       | GBR  | Steven Varden       |
| C3     | 5.86    | SUI  | Martin Frey          | GBR  | John Simpson        | IRL  | Joe Mulhall         |
| C4     | 5.84    | FRA  | Antoine Delaune      | NOR  | Mons Skjelvik       | CAN  | Glenn Whitford      |
| C5     | 9.88    | AUT  | Manfred Atteneder    | ITA  | Giovanni Lo Jacono  | USA  | Robert Gordon       |
| C6     | 12.30   | BEL  | Alex Hermans         | FRG  | Reinhard Kruger     | USA  | Bill Hunsberger     |
| C7     | 12.38   | YUG  | Franjo Izlakar       | SWE  | Sven Hanson         | FIN  | Timo Solmari        |
| C8     | 11.26   | USA  | Tom Becke            | CAN  | Denis Sevigny       | GBR  | Paul Taylor         |
| L1     | 4.68    | GBR  | Tom O'Brien          | USA  | Tony Worley         | NOR  | Lauritz Ellefsen    |
| L2     | 8.85    | HUN  | Tibor Szabo          | GBR  | Robert Tee          | IRL  | Francis Genockey    |
| L3     | 9.11    | SWE  | Peter Sorensen       | GBR  | Eric Pearce         | ESP  | Alfredo Martin      |
| L4     | 11.50   | GBR  | Robert Lowe          | USA  | Shaun Graham        |      |                     |
| L5     | 12.94   | FRG  | Wolfgang Maier       | FRG  | Richard Schule      | GBR  | Christopher McKeown |
| L6     | 11.62   | GBR  | Barry Antonio        | IND  | Joginder Singh Bedi | GBR  | Derek Nixon         |

### Slalom
| Klasse   | tijd    | land | Goud              | land | Zilver                   | land | Brons                  |
| -------- | ------- | ---- | ----------------- | ---- | ------------------------ | ---- | ---------------------- |
| 1A       | 1:34:50 | ITA  | Paolo D'Agostini  | MEX  | Franicsco de las Fuentes | USA  | Sebastian de Francesco |
| 1B       | 1:09:13 | JPN  | Akihiko Onodera   | FRA  | C. Weiss                 | AUS  | M. Quinn               |
| 1C       | 59:86   | NZL  | D. Miller         | JPN  | T. Sakurai               | FRG  | R. Zeyher              |
| 2        | 57:20   | FRG  | Hermann Nortmann  | JPN  | Motoharu Matsuo          | NZL  | Graham Condon          |
| 3        | 48:50   | JPN  | N. Ogawa          | CAN  | C. Stoddard              | BEL  | Paul Van Winkel        |
| 4        | 50:22   | JPN  | Masanori Nakamura | SWE  | Rolf Johansson           | SUI  | Ruedi Sommer           |
| 5        | 47:68   | SUI  | Franz Nietlispach | AUS  | John Federico            | JPN  | K. Nakahashi           |
| C1       | 2:27.47 | DEN  | Henrik Jorgensen  | GBR  | Terry Hudson             | CAN  | Terry Robinson         |
| C2       | 1:21.77 | IRL  | Dermot Walsh      | USA  | Mike Bowen               | CAN  | Brian Kelly            |
| C2 benen | 1:40.36 | USA  | Tom Cush          | DEN  | Mogens Justesen          | CAN  | Ken Thomas             |
| C3       | 2:04.98 | USA  | Ron Mullis        | USA  | Rene Rivera              | GBR  | Jason Beasley          |
| C4       | 1:30.42 | USA  | Eric Owens        | USA  | Robert Easton            | GBR  | Norman Burns           |

### Hink-stap-springen
| Klasse | Afstand | land | Goud                  | land | Zilver                | land | Brons           |
| ------ | ------- | ---- | --------------------- | ---- | --------------------- | ---- | --------------- |
| A5     | 12.00   | POL  | Jerzy Szlezak         | AUS  | Stephen Muir          |      |                 |
| A6     | 13.19   | AUS  | Brett Holcombe        | NOR  | Odd Lovseth           | AUS  | Michael Morley  |
| B1     | 8.35    | NED  | Soedjeman Dipowidjojo | ESP  | Jose Manuel Rodriguez | FIN  | Pauli Viertonen |
| B2     | 13.54   | YUG  | Ante Pehar            | JPN  | Mineho Ozaki          | GBR  | Robert Latham   |
| B3     | 12.55   | USA  | Garland Burress       | USA  | Paul Smith            | POL  | Pawel Janowicz  |

## Vrouwen

### Estafette
| Rank | Land             | Tijd    |
| ---- | ---------------- | ------- |
| 1    | Canada           | 1.22,37 |
| 2    | Verenigde Staten | 1.23,94 |
| 3    | Hongkong         | 1.26,83 |

| Rank | Land             | Tijd    |
| ---- | ---------------- | ------- |
| 1    | Verenigde Staten | 2.52,41 |
| 2    | Hongkong         | 2.56,08 |

| \| Rank \| Land \| Tijd \| \| ---- \| ---------------- \| ------- \| \| 1 \| Hongkong \| 6:06.67 \| \| 2 \| Verenigde Staten \| 6:07.82 \| \| 3 \| Italië \| 6:27.03 \| |                  |         |
| Rank | Land             | Tijd    |
| 1 | Hongkong         | 6:06.67 |
| 2 | Verenigde Staten | 6:07.82 |
| 3 | Italië           | 6:27.03 |

### Hardlopen

#### 20 m
| Klasse | tijd  | land | Goud           | land | Zilver           | land | Brons         |
| ------ | ----- | ---- | -------------- | ---- | ---------------- | ---- | ------------- |
| C2 Arm | 17.78 | USA  | Nancy Anderson | FRG  | Urusla Pieperrek | GBR  | Valerie Smith |

#### 60 m
| Klasse | tijd  | land | Goud             | land | Zilver          | land | Brons                |
| ------ | ----- | ---- | ---------------- | ---- | --------------- | ---- | -------------------- |
| A1-3   | 14.01 | USA  | Youlanda Barker  | FRA  | Valene Deconde  | USA  | Melody Williamson    |
| C2     | 22.26 | CAN  | Laura Misciagna  | USA  | Terri Feinstein | POR  | Maria Helena Martins |
| C3     | 20.16 | GBR  | Aileen Harper    | NED  | Ans Bouwmeester | USA  | Elizabeth Fleming    |
| C6     | 10.28 | GBR  | Loraine Charters | GBR  | Amanda Kyffin   | BRA  | Marcia Malsar        |

#### 100 m
| Klasse | tijd  | land | Goud                    | land | Zilver             | land | Brons              |
| ------ | ----- | ---- | ----------------------- | ---- | ------------------ | ---- | ------------------ |
| 1A     | 27,83 | CAN  | M. Gustafson            | BRA  | M. Ferraz          | USA  | K. Holm            |
| 1B     | 33,57 | USA  | J. Mora                 | FRA  | P. Delevacque      | JOR  | Aida Sheshani      |
| 1C     | 28,91 | CAN  | Tham Simpson            | MEX  | J. Gutierrez       |      |                    |
| 2      | 23,03 | DEN  | Ingrid Lauridsen        | USA  | Glee Lyford        | USA  | B. Moore           |
| 3      | 20,28 | CAN  | D. Kostelyk             | NZL  | S. Hadfield        | ITA  | Sabrina Bulleri    |
| 4      | 19,30 | SWE  | M. Saker                | ITA  | Milena Balsamo     | POL  | Lilia Harasimczuk  |
| 5      | 20,61 | FRA  | Martine Prieur          | SWE  | A. Orvefors        | MEX  | Juana Soto         |
| A4     | 16,07 | FRG  | Reinhild Möller         | USA  | Karen Farmer       | CAN  | Anne Farrell       |
| A6     | 13,03 | FRG  | Petra Buddelmeyer       | GBR  | Barbara Joscelyne  | FIN  | Paivi Kaunisto     |
| B1     | 14,46 | ESP  | Purificacion Santamarta | USA  | Lori Bennett       | NED  | Joke van Rijswijk  |
| B2     | 14,34 | POL  | Malgorzata Zalenska     | BRA  | Anelise Hermany    | CHN  | Yali Ping          |
| B3     | 12,79 | USA  | Beth Bishop             | CHN  | Jihong Zhao        | MEX  | Carmen del Marquez |
| C4     | 21,24 | SWE  | Merja Jaaroa            | USA  | Kimala Searcy      | GBR  | Susan Stevenson    |
| C5     | 30,37 | USA  | Kathy Kessler           | CAN  | Irene Larochelle   | CAN  | Sandy Morgan       |
| C7     |       | SUI  | Zita Andrey             | FRA  | Veronique Rochette | IRL  | Theresa Ward       |
| C8     | 17,91 | JPN  | Toshiko Kobayashi       | USA  | Deborah Hearn      |      |                    |
| L2     | 24,91 | GBR  | Wilma Lawrie            | USA  | Terri Dixon        |      |                    |
| L3     | 21,73 | USA  | Twyanna Caldwell        |      |                    |      |                    |

#### 200 m
| Klasse | tijd    | land | Goud               | land | Zilver            | land | Brons             |
| ------ | ------- | ---- | ------------------ | ---- | ----------------- | ---- | ----------------- |
| 1A     | 1:01.80 | CAN  | M. Gustafson       | BRA  | M. Ferraz         | USA  | K. Holm           |
| 1B     | 1:10.30 | USA  | J. Mora            | FRA  | P. Delevacque     | JOR  | Aida Sheshani     |
| 1C     | 58.10   | CAN  | Tham Simpson       | MEX  | J. Gutierrez      | CAN  | Judy Zelman       |
| 2      | 37.10   | DEN  | Ingrid Lauridsen   | MEX  | Dora Garcia       | USA  | B. Moore          |
| 3      | 40.22   | NZL  | S. Hadfield        | CAN  | D. Kostelyk       | FRG  | G. Beyer          |
| 4      | 35.73   | SWE  | M. Saker           | DEN  | Connie Hansen     | BEL  | Chris de Craene   |
| 5      | 38.44   | SWE  | A. Orvefors        | CAN  | A. Ieretti        | FRA  | Martine Prieur    |
| A1-3   | 50.10   | USA  | Youlanda Barker    | FRA  | Valene Deconde    | USA  | Melody Williamson |
| C2     | 1:15.00 | CAN  | Laura Misciagna    | USA  | Terri Feinstein   | USA  | Angela Davis      |
| C3     | 1:08.78 | NED  | Ans Bouwmeester    | USA  | Elizabeth Fleming | CAN  | Elaine Hewitt     |
| C6     | 34.83   | BRA  | Marcia Malsar      | GBR  | Amanda Kyffin     | GBR  | Loraine Charters  |
| C7     | 32.62   | FRA  | Veronique Rochette | IRL  | Theresa Ward      | FRG  | Anette Saeger     |
| C8     | 33.37   | GBR  | Brenda Woodcock    | JPN  | Toshiko Kobayashi |      |                   |

#### 400 m
| Klasse | tijd    | land | Goud                    | land | Zilver              | land | Brons              |
| ------ | ------- | ---- | ----------------------- | ---- | ------------------- | ---- | ------------------ |
| 1A     | 2:02.96 | CAN  | M. Gustafson            | BRA  | M. Ferraz           | USA  | K. Holm            |
| 1B     | 2:19.82 | USA  | J. Mora                 | FRA  | P. Delevacque       |      |                    |
| 1C     | 2:05.67 | CAN  | Tham Simpson            | MEX  | J. Gutierrez        | CAN  | Judy Zelman        |
| 2      | 1:17.41 | DEN  | Ingrid Lauridsen        | USA  | B. Moore            | USA  | Glee Lyford        |
| 3      | 1:25.20 | CAN  | D. Kostelyk             | FRG  | G. Beyer            | MEX  | M. D. L. A. Valdes |
| 4      | 1:12.87 | SWE  | M. Saker                | BEL  | Chris de Craene     | DEN  | Connie Hansen      |
| 5      | 1:18.28 | SWE  | A. Orvefors             | CAN  | A. Ieretti          | FRA  | Martine Prieur     |
| A4     | 1:20.39 | FRG  | Reinhild Möller         | USA  | Karen Farmer        | CAN  | Anne Farrell       |
| B1     | 1:04.21 | ESP  | Purificacion Santamarta | YUG  | Refija Okic         | ITA  | Rossella nverni    |
| B2     | 1:05.65 | IRL  | Carol Carr              | POL  | Malgorzata Zalenska | ITA  | Emanuela Grigio    |
| B3     | 1:03.32 | USA  | Beth Bishop             | POL  | Halina Wozniak      | CHN  | Jihong Zhao        |
| C4     | 1:25.22 | SWE  | Merja Jaaroa            | USA  | Kimala Searcy       | USA  | Cathy Brown        |
| C7     | 1:16.19 | FRG  | Anette Saeger           | FRA  | Veronique Rochette  | FRG  | Susanne Schmid     |
| C8     | 1:14.33 | GBR  | Brenda Woodcock         | FRG  | Henrike Noller      | JPN  | Toshiko Kobayashi  |
| L2     | 1:36.00 | GBR  | Wilma Lawrie            | USA  | Terri Dixon         |      |                    |

#### 800 m
| Klasse | tijd    | land | Goud                | land | Zilver              | land | Brons              |
| ------ | ------- | ---- | ------------------- | ---- | ------------------- | ---- | ------------------ |
| 1A     | 4:15.08 | CAN  | M. Gustafson        | BRA  | M. Ferraz           | USA  | K. Holm            |
| 1C     | 4:13.97 | CAN  | Tham Simpson        | USA  | J. Mora             | MEX  | J. Gutierrez       |
| 2      | 2:46.58 | DEN  | Ingrid Lauridsen    | USA  | J. Schiff           | USA  | B. Moore           |
| 3      | 3:00.01 | FRG  | G. Beyer            | SUI  | Bernadette Melliger | HKG  | Y. M. Wong         |
| 4      | 2:35.40 | SWE  | M. Saker            | CAN  | D. Rakieki          | USA  | S. Norman          |
| 5      | 2:43.40 | CAN  | A. Ieretti          | SWE  | A. Orvefors         | MEX  | B. Cineros         |
| A6     | 3:04.32 | GBR  | Julia Scarlett      | FRA  | Christelle Donnez   |      |                    |
| B1     | 2:36.00 | USA  | Lori Bennett        | ITA  | Rossella nverni     | FRG  | Gabriele Rossmeier |
| B2     | 2:35.54 | POL  | Malgorzata Zalenska | ITA  | Emanuela Grigio     | BRA  | Anelise Hermany    |
| B3     | 2:33.70 | USA  | Wanda Watts         | POL  | Halina Wozniak      | ITA  | Agnese Grigio      |
| C4     | 2:59.45 | SWE  | Merja Jaaroa        | USA  | Kimala Searcy       | USA  | Cathy Brown        |

#### 1500 m
| Klasse | tijd    | land | Goud               | land | Zilver        | land | Brons               |
| ------ | ------- | ---- | ------------------ | ---- | ------------- | ---- | ------------------- |
| 2      | 5:16.91 | DEN  | Ingrid Lauridsen   | USA  | B. Moore      | USA  | Glee Lyford         |
| 3      | 5:38.50 | HKG  | Y. L. Mui          | FRG  | G. Beyer      | HKG  | Y. M. Wong          |
| 4      | 4:54.79 | SWE  | M. Saker           | DEN  | Connie Hansen | USA  | S. Norman           |
| 5      | 5:14.03 | CAN  | A. Ieretti         | SWE  | A. Orvefors   | MEX  | Juana Soto          |
| B1     | 5:37.60 | AUT  | Margaret Heger     | CAN  | Cheryl Hurd   | FRG  | Susanne Wittje      |
| B2     | 5:34.12 | CAN  | Christine Nicholas | IRL  | Carol Carr    | POL  | Malgorzata Zalenska |
| B3     | 5:14.35 | POL  | Halina Wozniak     | CAN  | Norah Good    | USA  | Wanda Watts         |

#### 3000 m
| Klasse | tijd     | land | Goud               | land | Zilver              | land | Brons              |
| ------ | -------- | ---- | ------------------ | ---- | ------------------- | ---- | ------------------ |
| B1     | 12:13.92 | CAN  | Cheryl Hurd        | AUT  | Margaret Heger      | AUS  | Prue-Anne Reynalds |
| B2     | 12:03.95 | CAN  | Christine Nicholas | POL  | Malgorzata Zalenska | USA  | Maria Serrat       |
| B3     | 11:39.30 | CAN  | Norah Good         | POL  | Halina Wozniak      | CAN  | Kim Umbach         |

#### 5000 m
| Klasse | tijd     | land | Goud             | land | Zilver        | land | Brons      |
| ------ | -------- | ---- | ---------------- | ---- | ------------- | ---- | ---------- |
| 2      | 18:21.36 | DEN  | Ingrid Lauridsen | USA  | B. Moore      | USA  | J. Schiff  |
| 3      | 20:02.57 | FRG  | G. Beyer         | HKG  | Y. M. Wong    | HKG  | Y. L. Mui  |
| 4      | 19:04.30 | USA  | S. Norman        | DEN  | Connie Hansen | AUS  | J. Randles |
| 5      | 17:40.22 | CAN  | A. Ieretti       | MEX  | Juana Soto    | HKG  | Y. Wong    |

### Kegelwerpen
| Klasse | Afstand | land | Goud            | land | Zilver          | land | Brons           |
| ------ | ------- | ---- | --------------- | ---- | --------------- | ---- | --------------- |
| C2     | 11.79   | GBR  | Valerie Smith   | USA  | Jane Spitzley   | IRL  | Monica O'Kelly  |
| C3     | 12.38   | GBR  | Aileen Harper   | GBR  | Anne Trotman    | GBR  | Linda Fyfe      |
| C4     | 14.23   | USA  | Joan Blalark    | GBR  | Susan Stevenson | GBR  | Helen Hilderley |
| C5     | 29.01   | GBR  | Jane Peters     | NZL  | Denise Cook     | GBR  | Paula Knapper   |
| C6     | 27.67   | DEN  | Susanne Schmidt | IRL  | Morna Cloonan   | NOR  | Tone Karlsen    |
| L1     | 10.00   | GBR  | Lisa Barker     |      |                 |      |                 |

### Cross Country

#### 1000 m
| Klasse | Tijd    | land | Goud            | land | Zilver            | land | Brons                  |
| ------ | ------- | ---- | --------------- | ---- | ----------------- | ---- | ---------------------- |
| C6     | 4.26,00 | IRL  | Morna Cloonan   | BRA  | Marcia Malsar     | FRG  | Katrin Metz            |
| C7     | 4.19,00 | USA  | Susan Moucha    | FRG  | Susanne Schmid    | POR  | Maria Albertina Cabral |
| C8     | 3.52,00 | GBR  | Brenda Woodcock | USA  | Ann Marie Roberts | USA  | Deborah Hearn          |

### Discuswerpen
| Klasse | afstand | land | Goud                   | land | Zilver             | land | Brons                |
| ------ | ------- | ---- | ---------------------- | ---- | ------------------ | ---- | -------------------- |
| 1B     | 10.10   | CAN  | M. Gustafson           | GBR  | Isabel Barr        | IRL  | Rosaleen Gallagher   |
| 1C     | 9.36    | MEX  | J. Gutierrez           | BRA  | Amintas Piedade    |      |                      |
| 2      | 15.76   | KUW  | Adelah Al-Romi         | BEL  | Marie Line Pollet  | POL  | Krystyna Owczarczyk  |
| 3      | 16.24   | IRL  | Cathy Dunne            | GBR  | Dorothy Ripley     | FRG  | Waltraud Hagenlocher |
| 4      | 21.06   | USA  | Kathryne Lynne Carlton | POL  | Lilia Harasimczuk  | FRG  | M. Bartheiel         |
| 5      | 17.42   | FRA  | Martine Prieur         | FRG  | Elka Munker        | ZIM  | M. Ndlovu            |
| 6      | 19.38   | ISR  | Zipora Rubin-Rosenbaum | BAH  | Christine Morgan   |      |                      |
| A1     | 14.00   | POL  | Barbara Tomaszewska    | GBR  | Karen Davidson     | EGY  | Gaber Ali Nagat      |
| A2     | 21.84   | CAN  | Stephania Balta        | AUS  | Valerie Woodbridge | AUS  | Donna Smith          |
| A4     | 33.04   | USA  | Karen Farmer           | FIN  | Liisa Makela       |      |                      |
| A6     | 30.94   | GBR  | Barbara Joscelyne      | POL  | Zofia Mielech      | CHN  | Shuyun Wang          |
| B1     | 21.28   | FRG  | Brigitte Otto-Lange    | GDR  | Rita Gerstenberger | EGY  | Abdulla Nagla        |
| B2     | 29.95   | USA  | Janet Rowley           | GBR  | Michelle Message   | AUT  | Renata Honisch       |
| C3     | 7.10    | USA  | Cecelia Pierce         | USA  | Manyon Lyons       | GBR  | Anne Trotman         |
| C4     | 12.57   | NED  | Ans Bouwmeester        | USA  | Joan Blalark       | GBR  | Helen Hilderley      |
| C5     | 14.84   | NZL  | Denise Cook            | GBR  | Jane Peters        | CAN  | Susan Smith          |
| C6     | 14.90   | GBR  | Amanda Kyffin          | NOR  | Tone Karlsen       | USA  | Shirley Coleman      |
| C7     | 18.74   | SUI  | Zita Andrey            | NED  | Mieke Roelofsen    | CAN  | Joanne Bouw          |
| C8     | 19.72   | USA  | Ann Marie Roberts      | NED  | Dinie Westrate     |      |                      |
| L2     | 11.64   | GBR  | Mary McCann            | GBR  | Irene Hotchin      | USA  | Mary Lou Baranski    |
| L3     | 14.54   | GBR  | Kim White              | USA  | Twyanna Caldwell   |      |                      |
| L5     | 20.70   | FIN  | Liisa Solmari          | HUN  | Jozsafine Kiraly   | GBR  | Dawn McDade          |
| L6     | 22.26   | GBR  | Margaret Heald         | AUT  | Doris Kogelbauer   |      |                      |

### Afstandswerpen
| Klasse | Afstand | land | Goud           | land | Zilver                 | land | Brons          |
| ------ | ------- | ---- | -------------- | ---- | ---------------------- | ---- | -------------- |
| C1     | 5.45    | USA  | Maureen Gaynor | GBR  | Amanda Beverley Little | CAN  | Debbie Willows |
| C2     | 9.72    | GBR  | Anne Swann     | GBR  | Maria Brooks           | CAN  | Harriet Lahman |

### Hoogspringen
| Klasse | Hoogte | land | Goud              | land | Zilver          | land | Brons             |
| ------ | ------ | ---- | ----------------- | ---- | --------------- | ---- | ----------------- |
| A2     | 1.66   | FRG  | Petra Buddelmeyer | USA  | Julie Holley    |      |                   |
| B1     | 1.42   | GBR  | Catherine Welsby  | NED  | Vera Kroes      | NED  | Joke van Rijswijk |
| B2     | 1.41   | USA  | Janet Rowley      | AUS  | Margaret Murphy |      |                   |
| B3     | 1.35   | USA  | Melba Houghton    | CHN  | Jihong Zhao     |      |                   |

### Speerwerpen
| Klasse | afstand | land | Goud                   | land | Zilver                 | land | Brons                |
| ------ | ------- | ---- | ---------------------- | ---- | ---------------------- | ---- | -------------------- |
| 1B     | 7.38    | GBR  | D. Neil                | IRL  | Rosaleen Gallagher     | ZIM  | R. Mukuya            |
| 1C     | 7.12    | BRA  | Amintas Piedade        | MEX  | J. Gutierrez           | CAN  | Judy Zelman          |
| 2      | 11.80   | POL  | Krystyna Owczarczyk    | FRG  | Margit Quell           | USA  | Annette Houk         |
| 3      | 13.40   | YUG  | Milka Milinkovic       | GBR  | Dorothy Ripley         | KEN  | Lucy Wanjiru         |
| 4      | 16.66   | AUS  | Julie Dowling          | USA  | Kathryne Lynne Carlton | POL  | Lilia Harasimczuk    |
| 5      | 15.76   | ISR  | Zipora Rubin-Rosenbaum | FRA  | Martine Prieur         | FRG  | Elka Munker          |
| A1     | 12.88   | EGY  | Gaber Ali Nagat        | POL  | Barbara Tomaszewska    | GBR  | Karen Davidson       |
| A2     | 25.48   | AUS  | Donna Smith            | CAN  | Stephania Balta        | USA  | Melody Williamson    |
| A4     | 34.04   | CAN  | Anne Farrell           | USA  | Karen Farmer           | FIN  | Liisa Makela         |
| A6     | 24.14   | POL  | Zofia Mielech          | CHN  | Shuyun Wang            |      |                      |
| B1     | 18.98   | GBR  | Janice Moores          | FRG  | Ilse Bohning           | GDR  | Rita Gerstenberger   |
| B2     | 22.61   | USA  | Karen Helmacy          | GBR  | Mary Clark             | USA  | Janet Rowley         |
| B3     | 32.06   | USA  | Lori Johnson           | NOR  | Mona Ullmann           | FIN  | Merja Vahamaa        |
| C3     | 5.28    | GBR  | Linda Fyfe             | GBR  | Anne Trotman           | MEX  | Gaxiola Goerne Chico |
| C4     | 8.22    | GBR  | Susan Stevenson        | GBR  | Helen Hilderley        |      |                      |
| C5     | 12.04   | GBR  | Jane Peters            | NZL  | Denise Cook            | CAN  | Susan Smith          |
| C6     | 12.37   | NOR  | Tone Karlsen           | DEN  | Susanne Schmidt        | GBR  | Amanda Kyffin        |
| C7     | 17.10   | CAN  | Joanne Bouw            | IRL  | Theresa Ward           | NOR  | Birte Oddny Larsen   |
| C8     | 23.62   | CAN  | Judy Goodrich          | USA  | Deborah Hearn          | NED  | Dinie Westrate       |
| L2     | 9.26    | GBR  | Mary McCann            | USA  | Mary Lou Baranski      |      |                      |
| L3     | 10.30   | GBR  | Kim White              | USA  | Twyanna Caldwell       |      |                      |
| L5     | 17.66   | TRI  | Rachael Marshall       | HUN  | Jozsafine Kiraly       | FIN  | Liisa Solmari        |

### Verspringen
| Klasse | afstand | land | Goud               | land | Zilver             | land | Brons            |
| ------ | ------- | ---- | ------------------ | ---- | ------------------ | ---- | ---------------- |
| A2     | 2.58    | AUS  | Valerie Woodbridge | GBR  | Evelyn Dicks       | CAN  | Cheril Barrer    |
| A6     | 4.85    | FRG  | Petra Buddelmeyer  | FIN  | Paivi Kaunisto     | POL  | Zofia Mielech    |
| B1     | 4.93    | NED  | Joke van Rijswijk  | FRG  | Ursula Buschbeck   | GBR  | Catherine Welsby |
| B2     | 4.28    | CHN  | Yali Ping          | BRA  | Anelise Hermany    | AUS  | Margaret Murphy  |
| B3     | 4.90    | CHN  | Jihong Zhao        | USA  | Beth Bishop        | NOR  | Mona Ullmann     |
| C7     | 3.50    | FRG  | Heike Bogie        | FRA  | Veronique Rochette | CAN  | Joanne Bouw      |
| C8     | 2.77    | JPN  | Toshiko Kobayashi  |      |                    |      |                  |

#### Marathon
| Klasse | tijd    | land | Goud       | land | Zilver        | land | Brons       |
| ------ | ------- | ---- | ---------- | ---- | ------------- | ---- | ----------- |
| 2      | 2:39:55 | USA  | J. Schiff  | NZL  | Patricia Hill | MEX  | Dora Garcia |
| 3      | 2:48:18 | FRG  | G. Beyer   | AUS  | Julie Russell | GBR  | D. Smith    |
| 4      | 2:42:09 | AUS  | J. Randles | IRL  | Kay McShane   | USA  | S. Norman   |
| 5      | 3:04:36 | MEX  | Juana Soto | MEX  | E. Belmont    |      |             |

### Medicijn Balwerpen
| Klasse | Afstand | land | Goud       | land | Zilver       | land | Brons          |
| ------ | ------- | ---- | ---------- | ---- | ------------ | ---- | -------------- |
| C2     | 4.14    | GBR  | Anne Swann | GBR  | Maria Brooks | CAN  | Harriet Lahman |

### Vijfkamp
| Klasse | Punten | land | Goud                   | land | Zilver                 | land | Brons            |
| ------ | ------ | ---- | ---------------------- | ---- | ---------------------- | ---- | ---------------- |
| 2      | 5070.0 | BEL  | Marie Line Pollet      | NZL  | Patricia Hill          | FRG  | Margit Quell     |
| 3      | 4976.0 | NZL  | S. Hadfield            | FRG  | Waltraud Hagenlocher   | AUS  | Julie Russell    |
| 4      | 4521.6 | USA  | Kathryne Lynne Carlton | POL  | Lilia Harasimczuk      | FRG  | M. Bartheiel     |
| 5      | 3476.0 | MEX  | Juana Soto             | FRG  | Elka Munker            | MEX  | B. Cineros       |
| 6      | 4009.6 | FRA  | Martine Prieur         | ISR  | Zipora Rubin-Rosenbaum | BAH  | Christine Morgan |
| B1     | 1387.0 | AUT  | Margaret Heger         |      |                        |      |                  |
| B2     | 2014.0 | AUT  | Gabriele Berghofer     | AUT  | Renata Honisch         | GBR  | Mary Clark       |
| B3     | 2294.0 | NOR  | Mona Ullmann           | ITA  | Agnese Grigio          |      |                  |

### Precisie Werpen
| Klasse | punten | land | Goud                   | land | Zilver         | land | Brons          |
| ------ | ------ | ---- | ---------------------- | ---- | -------------- | ---- | -------------- |
| C2     | 82     | GBR  | Amanda Beverley Little | CAN  | Debbie Willows | USA  | Candy Demarois |

### Koningin van de sprint

#### 100 m
| Klasse | tijd  | land | Goud     | land | Zilver         | land | Brons            |
| ------ | ----- | ---- | -------- | ---- | -------------- | ---- | ---------------- |
| 1A-6   | 18.85 | SWE  | M. Saker | FRA  | Martine Prieur | DEN  | Ingrid Lauridsen |

### Kogelstoten
| Klasse | afstand | land | Goud               | land | Zilver                 | land | Brons                |
| ------ | ------- | ---- | ------------------ | ---- | ---------------------- | ---- | -------------------- |
| 1A     | 2.18    | BRA  | M. Ferraz          | JOR  | Maha Bargouthi         |      |                      |
| 1B     | 3.93    | IRL  | Rosaleen Gallagher | GBR  | Isabel Barr            | GBR  | D. Neil              |
| 1C     | 3.59    | BRA  | Amintas Piedade    | CAN  | Judy Zelman            | MEX  | J. Gutierrez         |
| 2      | 5.52    | BEL  | Marie Line Pollet  | KUW  | Adelah Al-Romi         | IRL  | Christina Dodrill    |
| 3      | 7.19    | GBR  | Dorothy Ripley     | YUG  | Milka Milinkovic       | FRG  | Waltraud Hagenlocher |
| 4      | 7.21    | FRG  | M. Bartheiel       | POL  | Lilia Harasimczuk      | YUG  | D. Lapornik          |
| 5      | 6.80    | FRG  | Elka Munker        | ISR  | Zipora Rubin-Rosenbaum | FRA  | Martine Prieur       |
| A1     | 4.79    | FRG  | Karen Davidson     | POL  | Barbara Tomaszewska    | EGY  | Gaber Ali Nagat      |
| A2     | 7.72    | CAN  | Stephania Balta    | AUS  | Donna Smith            | AUS  | Valerie Woodbridge   |
| A4     | 10.02   | USA  | Karen Farmer       | FIN  | Liisa Makela           |      |                      |
| A6     | 9.68    | POL  | Zofia Mielech      | GBR  | Barbara Joscelyne      |      |                      |
| B1     | 7.58    | NED  | Vera Kroes         | FRG  | Ilse Bohning           | FRG  | Brigitte Otto-Lange  |
| B2     | 9.14    | USA  | Janet Rowley       | GBR  | Michelle Message       | AUT  | Gabriele Berghofer   |
| B3     | 9.32    | FIN  | Merja Vahamaa      | SWE  | Maria Hansson-Boe      | NOR  | Mona Ullmann         |
| C2     | 3.42    | GBR  | Anne Swann         | GBR  | Valerie Smith          | IRL  | Monica O'Kelly       |
| C3     | 2.49    | GBR  | Linda Fyfe         | MEX  | Gaxiola Goerne Chico   | IRL  | Jennifer Keily       |
| C4     | 4.26    | NED  | Ans Bouwmeester    | GBR  | Susan Stevenson        | GBR  | Helen Hilderley      |
| C5     | 5.37    | NZL  | Denise Cook        | GBR  | Jane Peters            | CAN  | Martha Johnson       |
| C6     | 6.60    | IRL  | Morna Cloonan      | GBR  | Amanda Kyffin          | NOR  | Tone Karlsen         |
| C7     | 8.14    | CAN  | Joanne Bouw        | NOR  | Birte Oddny Larsen     | NED  | Mieke Roelofsen      |
| C8     | 6.61    | USA  | Ann Marie Roberts  | NED  | Dinie Westrate         | USA  | Deborah Hearn        |
| L2     | 5.20    | GBR  | Irene Hotchin      | GBR  | Mary McCann            | USA  | Mary Lou Baranski    |
| L3     | 4.40    | GBR  | Kim White          | USA  | Twyanna Caldwell       |      |                      |
| L5     | 8.32    | TRI  | Rachael Marshall   | HUN  | Jozsafine Kiraly       | FIN  | Liisa Solmari        |

### Slalom
| Klasse   | tijd    | land           | Goud            | land      | Zilver          | land               | Brons                  |
| -------- | ------- | -------------- | --------------- | --------- | --------------- | ------------------ | ---------------------- |
| 1B       | USA     | Ruth Rosenbaum | BRA             | M. Ferraz | IRL             | Rosaleen Gallagher |                        |
| 1C       | 1:23.58 | CAN            | Tham Simpson    | BRA       | Amintas Piedade | MEX                | J. Gutierrez           |
| 2        | 1:07.76 | NZL            | Patricia Hill   | FRG       | Margit Quell    | KUW                | Adelah Al-Romi         |
| 3        | 55.95   | JPN            | K. Shiota       | NZL       | S. Hadfield     | USA                | J. Dilorenzo           |
| 4        | 52.64   | JPN            | Masami Morimoto | JPN       | K. Yoshida      | USA                | Kathryne Lynne Carlton |
| 5        | 57.42   | JPN            | K. Sugeno       | JPN       | T. Morita       | SUI                | Rosa Zaugg             |
| C1       | 4:14.97 | USA            | Maureen Gaynor  | AUS       | Lyn Coleman     | IRL                | Alison Barnes          |
| C2       | 1:29.12 | USA            | Nancy Anderson  | GBR       | Valerie Smith   | FRG                | Ursula Pieperrek       |
| C2 benen | 2:05.39 | CAN            | Laura Misciagna | GBR       | Maria Brooks    | IRL                | Monica O'Kelly         |
| C3       | 2:47.80 | GBR            | Aileen Harper   | GBR       | Anne Trotman    | IRL                | Jennifer Keily         |
| C4       | 2:19.67 | GBR            | Clovee Fox      | USA       | Joan Blalark    | USA                | Cathy Brown            |

## Gemengd

### Estafette
| \| Rank \| Land \| Tijd \| \| ---- \| ------------------- \| ------- \| \| 1 \| Verenigde Staten \| 55,62 \| \| 2 \| Canada \| 1.06,46 \| \| 3 \| Verenigd Koninkrijk \| 1.20,66 \| |                     |         |
| Rank | Land                | Tijd    |
| 1 | Verenigde Staten    | 55,62   |
| 2 | Canada              | 1.06,46 |
| 3 | Verenigd Koninkrijk | 1.20,66 |

Atletiek · Bankdrukken · Basketbal · Boogschieten · Boccia · CP-voetbal · Gewichtheffen · Goalball · Koersbal · Paardensport · Schermen · Schietsport · Snooker · Tafeltennis · Volleybal · Worstelen · Wielersport · Zwemmen
Rome 1960 ·
Tokio 1964 ·
Tel Aviv 1968 ·
Heidelberg 1972 ·
Toronto 1976 ·
Arnhem 1980 ·
New York & Stoke Mandeville 1984 ·
Seoel 1988 ·
Barcelona 1992 ·
Atlanta 1996 ·
Sydney 2000 ·
Athene 2004 ·
Peking 2008 ·
Londen 2012 ·
Rio de Janeiro 2016 ·
Tokio 2020 ·
Parijs 2024 ·
Los Angeles 2028